# Lillback Olof Olsson
Lillback Olof Olsson, född 21 maj 1856 i Arbrå socken, Hälsingland, död 17 januari 1942 i Alfta församling, Hälsingland, var spelman från Galven, en by i Alfta socken i Hälsingland. 

## Biografi
Han var far till Lillback Per Olsson och Lillback Anders Olsson. Han spelade ofta med Jon Ersson från Arbrå och Olsson spelade ofta andrastämman - sekunden - på det sätt som var vanligt i Alfta- och arbråtrakten. De var viktiga traditionsbärare och arvet förvaltas nu av bl.a. Ulf Störling och Vänster-Olle Olsson (son till "Olles Jonke"), Hugo Westling och Renate Krabbe.